# Laver Cup de 2018
A Laver Cup de 2018 foi a 2ª edição do torneio entre as equipes da Europa e do resto do mundo do tênis masculino.
O time Europa defendeu com sucesso seu título, ganhando por 13–8. O público foi 93.584 ao longo dos três dias.

## Seleção de jogadores
Em 19 de março de 2018, Roger Federer para o Time Europa e Nick Kyrgios para o Time Mundo foram os primeiros jogadores a confirmar participação. Em 28 de junho de 2018, Novak Djokovic e Juan Martín del Potro se comprometeram com este evento, bem como Kevin Anderson, John Isner e Diego Schwartzman em 26 de julho de 2018. Em 13 de agosto de 2018, Alexander Zverev, Grigor Dimitrov e David Goffin anunciaram a sua participação no Time Europa. Como finalistas, os capitães da equipe Björn Borg e John McEnroe escolheram Kyle Edmund e Jack Sock, respectivamente. Como em 2017, del Potro retirou-se pouco antes do início do torneio e foi substituído por Frances Tiafoe.

## Participantes
| Time Europa                  | Time Europa |
| ---------------------------- | ----------- |
| Capitão: Björn Borg          |             |
| Vice-capitão: Thomas Enqvist |             |
| Jogador                      | Rank*       |
| Roger Federer                | 2           |
| Novak Djokovic               | 3           |
| Alexander Zverev             | 5           |
| Grigor Dimitrov              | 7           |
| David Goffin                 | 11          |
| Kyle Edmund                  | 16          |
| Jérémy Chardy                | 41          |

| Time Mundo                    | Time Mundo |
| ----------------------------- | ---------- |
| Capitão: John McEnroe         |            |
| Vice-capitão: Patrick McEnroe |            |
| Jogador                       | Rank*      |
| Juan Martín del Potro         | 4          |
| Kevin Anderson                | 9          |
| John Isner                    | 10         |
| Diego Schwartzman             | 14         |
| Jack Sock                     | 17         |
| Nick Kyrgios                  | 27         |
| Frances Tiafoe                | 40         |
| Nicolás Jarry                 | 46         |

|  | Escolha do Capitão |
|  | Retirada           |
|  | Substituição       |
|  | Alternate          |

* Rankings de simples de 17 de setembro de 2018

## Jogos
No dia 1, cada vitória vale 1 ponto; no 2, 2 pontos; no 3, 3 pontos. A primeira equipe com 13 pontos conquista o torneio.
| Dia | Data   | Modalidade | Jogador visitante (Mundo) | Jogador mandante (Europa)      | Resultado          | Placar geral |
| --- | ------ | ---------- | ------------------------- | ------------------------------ | ------------------ | ------------ |
| 1   | 21-set | Simples    | Frances Tiafoe            | Grigor Dimitrov                | 1–6, 4–6           | 0–1          |
| 1   | 21-set | Simples    | Jack Sock                 | Kyle Edmund                    | 4–6, 7–5, [6–10]   | 0–2          |
| 1   | 21-set | Simples    | Diego Schwartzman         | David Goffin                   | 4–6, 6–4, [9–11]   | 0–3          |
| 1   | 21-set | Duplas     | Kevin Anderson Jack Sock  | Novak Djokovic Roger Federer   | 56–7, 6–3, [10–6]  | 1–3          |
| 2   | 22-set | Simples    | John Isner                | Alexander Zverev               | 6–3, 66–7, [7–10]  | 1–5          |
| 2   | 22-set | Simples    | Nick Kyrgios              | Roger Federer                  | 3–6, 2–6           | 1–7          |
| 2   | 22-set | Simples    | Kevin Anderson            | Novak Djokovic                 | 7–65, 5–7, [10–6]  | 3–7          |
| 2   | 22-set | Duplas     | Nick Kyrgios Jack Sock    | Grigor Dimitrov David Goffin   | 6–3, 6–4           | 5–7          |
| 3   | 23-set | Duplas     | John Isner Jack Sock      | Roger Federer Alexander Zverev | 4–6, 7–62, [11–9]  | 8–7          |
| 3   | 23-set | Simples    | John Isner                | Roger Federer                  | 7–65, 66–7, [7–10] | 8–10         |
| 3   | 23-set | Simples    | Kevin Anderson            | Alexander Zverev               | 7–63, 5–7, [7–10]  | 8–13         |
| 3   | 23-set | Simples    | Nick Kyrgios              | Novak Djokovic                 | não jogado         | não jogado   |

## Estatísticas dos jogadores
| Nac.           | Jogador           | Time   | Partidas | Vitórias-Derrotas | Vitórias-Derrotas | Vitórias-Derrotas | Pontos  | Pontos | Pontos |
| Nac.           | Jogador           | Time   | Partidas | Simples           | Duplas            | Total             | Simples | Duplas | Total  |
| -------------- | ----------------- | ------ | -------- | ----------------- | ----------------- | ----------------- | ------- | ------ | ------ |
| Argentina      | Diego Schwartzman | Mundo  | 1        | 0–1               | 0–0               | 0–1               | 0–1     | 0–0    | 0–1    |
| Austrália      | Nick Kyrgios      | Mundo  | 2        | 0–1               | 1–0               | 1–1               | 0–2     | 2–0    | 2–2    |
| Bélgica        | David Goffin      | Europa | 2        | 1–0               | 0–1               | 1–1               | 1–0     | 0–2    | 1–2    |
| Bulgária       | Grigor Dimitrov   | Europa | 2        | 1–0               | 0–1               | 1–1               | 1–0     | 0–2    | 1–2    |
| Alemanha       | Alexander Zverev  | Europa | 3        | 2–0               | 0–1               | 2–1               | 5–0     | 0–3    | 5–3    |
| Sérvia         | Novak Djokovic    | Europa | 2        | 0–1               | 0–1               | 0–2               | 0–2     | 0–1    | 0–3    |
| África do Sul  | Kevin Anderson    | Mundo  | 3        | 1–1               | 1–0               | 2–1               | 2–3     | 1–0    | 3–3    |
| Suíça          | Roger Federer     | Europa | 4        | 2–0               | 0–2               | 2–2               | 5–0     | 0–4    | 5–4    |
| Reino Unido    | Kyle Edmund       | Europa | 1        | 1–0               | 0–0               | 1–0               | 1–0     | 0–0    | 1–0    |
| Estados Unidos | John Isner        | Mundo  | 3        | 0–2               | 1–0               | 1–2               | 0–5     | 3–0    | 3–5    |
| Estados Unidos | Jack Sock         | Mundo  | 4        | 0–1               | 3–0               | 3–1               | 0–1     | 6–0    | 6–1    |
| Estados Unidos | Frances Tiafoe    | Mundo  | 1        | 0–1               | 0–0               | 0–1               | 0–1     | 0–0    | 0–1    |